# کرایسلر پاسیفیکا
کرایسلر پاسیفیکا (Chrysler Pacifica) نام یک اتومبیل ساخت شرکت کرایسلر است که در سال‌های ۲۰۰۳ تا ۲۰۰۷ در ویندزور و کانادا تولید شده‌است. طراحی آن موتور جلو، خودرو محور جلو، خودرو چهار چرخ محرک بوده است.